# Neue Beethoven-Gesamtausgabe
De Neue Beethoven-Gesamtausgabe (NGA; Duits voor Nieuwe uitgave van Beethovens verzameld werk) is een nieuwe wetenschappelijk verantwoorde uitgave van het complete alle werken van componist Ludwig van Beethoven (1770-1827). Deze dient ter vervanging van de Beethoven Gesamtausgabe die stamt uit de jaren 1862 - 1865, met een extra deel verschenen in 1888. Willy Hess had in 1957 al een aanvullende catalogus gepubliceerd van de werken van Beethoven die niet in de Gesamtausgabe waren opgenomen. 
De NGA wordt uitgegeven door het Beethoven-Haus in Bonn en verschijnt in bij uitgeverij G. Henle Verlag. Het eerste deel werd in 1961 voltooid. Van de geplande 56 delen is ongeveer de helft gepubliceerd.

## Inhoud
De nieuwe Beethoven-Gesamtausgabe zal 56 delen tellen in 13 afdelingen, waarbij alle delen voorzien worden van kritisch commentaar. Momenteel (mei 2013) zijn er 33 delen verschenen, waarvan 23 met een kritisch bericht:
- Afdeling I, symfonieën, vijf delen gepland - 3 banden verschenen, met een kritisch bericht
- Afdeling II, andere orkestwerken, 4 delen gepland - 3 banden verschenen, waarvan 2 met kritisch bericht
- Afdeling III, concerten, 5 delen gepland - alle 5 banden verschenen, met een kritisch bericht
- Afdeling IV, kamermuziek met piano, 3 delen gepland - 2 banden verschenen, een met kritisch bericht
- Afdeling V, werken voor piano en een instrument, 4 delen gepland - alle 4 banden verschenen, 2 met kritisch bericht
- Afdeling VI, kamermuziek zonder piano, 6 delen gepland - alle 6 banden verschenen, 4 met een kritisch bericht
- Afdeling VII, pianomuziek, 8 delen gepland - 7 banden verschenen, 3 met een kritisch bericht
- Afdeling VIII, religieuze muziek, 3 delen gepland - alle 3 banden verschenen, alle 3 met kritisch bericht
- Afdeling IX, podium werken, 8 delen gepland - 2 band verscheen, met een kritisch bericht
- Afdeling X, vocale werken met orkestbegeleiding, 3 delen gepland - alle 3 banden verschenen, alle 3 met kritisch bericht
- Afdeling XI, volksliederen, 3 delen gepland - 3 banden verschenen, 1 met kritisch bericht
- Afdeling XII liederen en gezangen, 2 delen gepland - 1 band verscheen, met een kritisch bericht
- Afdeling XIII compositiestudies en diversen, 2 delen gepland - 1 band verschenen, met een kritisch bericht